# Продин
Продин (англ. Prodine), торгові назви «Присилідин», «Нісентил» — опіоїдний анальгетик, який є структурним аналогом петидину (меперидину). Він синтезований у Німеччині в 1940-х роках.
Є два ізомери транс-форми продину, альфапродин і бетапродин. Обидва виявляють оптичну ізомерію, а альфапродин і бетапродин є рацематами. Альфапродин тісно пов'язаний з дезоморфіном у стеричній конфігурації. Цис-форма також має активні ізомери, але вони не використовуються в медицині. Бетапродин приблизно в 5 разів сильніший за альфапродин, але метаболізується швидше, і лише альфапродин був допущений для використання в медицині. Він має подібну дію до петидину, але з більш швидким початком і коротшою тривалістю дії. Бетапродин частіше спричинює ейфорію та побічні ефекти, ніж альфапродин при всіх рівнях дозування, і було виявлено, що 5-10 мг бетапродину еквівалентні 25-40 мг альфапродину.
Експерименти на щурах показали, що сила альфапродину становить 97 % сили морфіну підшкірно і 140 % сили перорального метадону. Бетапродин був на 550 % сильнішим, ніж морфін підшкірно, лівообертальний цис-ізомер був сильнішим за нього на 350 %, а правообертальний цис-ізомер був сильнішим від нього на 790 %. Бетапродин, прийнятий перорально, був на 420 % сильнішим, ніж пероральний метадон, цис-форма була на 390 % сильнішою у вигляді лівообертальних ізомерів і на 505 % сильнішою у вигляді правообертальних ізомерів.
Альфапродин продавався під декількома торговими марками, найчастіше «Нізентил» і "Присіліди"н. Найчастіше продин використовувався для знеболення під час пологів і в стоматології, а також для деяких дрібних хірургічних процедур. Альфапродин має тривалість дії від 1 до 2 годин, а 40-60 мг альфапродину еквівалентні 10 мг підшкірного морфіну.
Продин має загалом подібну дію до інших опіоїдів, і спричинює аналгезію, седативний ефект та ейфорію. Побічні ефекти можуть включати сильний свербіж, нудоту, блювання та потенційно серйозне пригнічення дихання, що може призвести до небезпечної для життя зупинки дихання. Пригнічення дихання може бути проблемою при застосуванні альфапродину навіть у звичайних терапевтичних дозах. На відміну від петидину, у продина немає токсичних метаболітів і тому він більше підходить для застосування у високих дозах.

## Регулювання
Альфапродин має код ACSCN 9010 і квоту на виробництво 2013 року в 3 грами; бетапродин має ACSCN 9611 і квоту 2 грами.